# Либранд, Бен
Бен Либранд (нидерл. Ben Liebrand, род. 27 сентября 1960, Неймеген, Нидерланды) — голландский диджей, продюсер и автор ремиксов разных стилей популярной в 1980—1990-е годы электронной музыки (диско, хай-энерджи, итало-диско, хип-хоп, хаус, техно, евродэнс).

## Биография
Начал работать над составлением программ для дискотек в 1975 году в студии «The Liebrand Audio Studio». В 1978—1979 Бен запустил (но не микшировал) свой сборник «Juicy Lucy». В 1979—1980 в студии «Kwien» он обучался технологии микширования у от Хайба Лайтена (Huib Luiten), в 1980—1988 годах работал в студии Кайзера Кароля (Keizer Karel). С 1982 года начал зарабатывать миксами для бизнеса.
Получил известность в Европе после трансляции миксов серии «Grandmix» на европейском радио «538 Veronica». Каждый выпуск транслировался в качестве подводящего итоги года и длился 50—60 минут.
С 1983 года по 1993 делал миксы для программ радио «Veronica In The Mix, Minimix и Grandmix». С 1991 года начал использовать другую технику обработки звука, а также работать с видео и 3D-анимацией. В 1995 году Бен работал вместе с сестрой в студии «Hippodrome» в Хеннефе в Германии. В 1999 году переделал и переиздал все старые выпуски «Grandmix», хранившиеся на магнитных лентах.
Либранда называл своим кумиром Армин ван Бюрен.

## Дискография
- 1983 Studio 57, vol. 1
- 1983 Studio 57, vol. 2
- 1983 Grandmix — 1983
- 1983 High fashion dance music
- 1983 In the mix — 1983 june 18
- 1984 High fashion dance music, vol. 2
- 1984 Grandmix — 1984
- 1985 Grandmix — 1985
- 1986 High fashion dance music, vol. 3
- 1986 Grandmix — 1986
- 1987 Grandmix — 1987
- 1988 Grandmix — 1988
- 1989 Grandmix — 1989
- 1990 Grandmix — 1990
- 1991 Grandmix — 1991
- 1992 Grandmix — 1992
- 1999 Classics mix
- 2001 Spirit of disco — italo disco edition